# Hochzeitsplaner (Zeitschrift)
Das Magazin Hochzeitsplaner ist, so die Selbstbeschreibung, ein „glamouröses Magazin im Shopping-Format“, welches eine Braut „Schritt für Schritt auf dem Weg zur Traumhochzeit“ begleiten möchte.

## Inhalt und Schwerpunkte
Inhaltlich werden alle Themen behandelt, die es nach Ansicht der Redaktion für die Hochzeitsplanung braucht. Dazu gehören Planerseiten und Checklisten ebenso wie Berichte über Brautkleider und passende Accessoires sowie Ziele für Flitterwochen, Ideen für den Hochzeitstisch oder Einkaufsadressen.

## Erscheinungsweise und Verbreitung
Die Zeitschrift erscheint vierteljährlich und wird in einer Auflage von 45.000 Exemplaren in Deutschland, Österreich und Luxemburg sowie den deutschsprachigen Regionen Italiens und der Schweiz vertrieben. Sie ist IVW-gemeldet, für die Abschlussquartale 2015 und 2016 liegen aufgrund eines Relaunchs bzw. einer nicht eingetroffenen Auflagenmeldung keine Zahlen vor.
| 1998 | 1999 | 2000 | 2001 | 2002 | 2003 | 2004 | 2005  | 2006  | 2007  | 2008  | 2009  | 2010  | 2011  | 2012  | 2013  | 2014  | 2015 | 2016 | 2017 | 2018 | 2019 | 2020 | 2021 | 2022 | 2023 | 2024 |
| ---- | ---- | ---- | ---- | ---- | ---- | ---- | ----- | ----- | ----- | ----- | ----- | ----- | ----- | ----- | ----- | ----- | ---- | ---- | ---- | ---- | ---- | ---- | ---- | ---- | ---- | ---- |
|      |      |      |      |      |      |      | 27298 | 20648 | 27720 | 18266 | 19930 | 13802 | 23922 | 22498 | 12198 | 14610 |      |      |      |      |      |      |      |      |      |      |